# Mohamed Cherkaoui (politico)
Mohamed Cherkaoui (Bejaad, 5 marzo 1921 – Rabat, 31 dicembre 2022) è stato un politico marocchino.

## Biografia

### Gioventù
Mohamed Cherkaoui nacque a Bejaad nel 1921, si laureò in legge all'Università di Bordeaux e si diplomò in storia e geografia agli Hautes Études di Rabat. Diresse La Voix nationale dal 1943 al 1944, anno in cui fu firmatario del Manifesto per l'Indipendenza.

### Carriera e matrimonio
Dal 1955 al 1956 fu ministro di Stato responsabile delle negoziazioni per l'indipendenza con i governi di Francia e Spagna.
Fu ministro ai dicasteri delle poste, dei telegrafi e delle telecomunicazioni (1960-1961), delle finanze e dell'economia nazionale (1964-1965), dello sviluppo (1965-1966), degli affari esteri (1966-1967) e della difesa nazionale (1967).
Il 16 agosto 1961 sposò Malika del Marocco, con cui ebbe quattro figli: Sulaiman, Omar, Mehdi e Rabia. Dal 1961 al 1964 fu ambasciatore in Francia.
È deceduto all'età di 101 anni a Rabat.